# رنو کانن
رنو کانن (انگلیسی: Renaud Connen؛ زادهٔ ۲۱ مارس ۱۹۸۰) بازیکن فوتبال اهل فرانسه است.
از باشگاه‌هایی که در آن بازی کرده‌است می‌توان به باشگاه فوتبال آژاکسیو و آ.اس موناکو اشاره کرد.
وی همچنین در تیم ملی فوتبال موناکو بازی کرده‌است.